# Dolnje Cerovo
Dolnje Cerovo je razpotegnjeno in razloženo obmejno naselje v spodnjem delu Goriških Brd, ki upravno spada  v Občino Brda. Naselje leži na slemenu flišnega gričevja, kjer se z zadnjimi obronki spušča v ravnico Prevalo. Hiše so razporejene ob cesti Hum - Cerovo - Vipolže - Dobrovo. K naselju, katerega središče predstavlja podružnična cerkev sv. Lenarta, spadajo zaselki Karnik, Kmetišče, Kumršče, Mlačenca, Na Palušči, Pod Grivo, Vidišče, Vršič in Vršiček.  
V okolici prevladujejo vinogradi, sadno drevje pa uspeva na slemenu v bližini hiš ter na strmejših delih pobočij.